# カナート・サウダバエフ
カナート・サウダバエフ（1946年 - ）は、カザフスタン共和国の政治家、外交官。外務相。

## 経歴
アルマトイ州出身。N.クルプスカヤ記念レニングラード文化大学、ソ連共産党中央委員会附属社会科学アカデミーを卒業。
M.アウエゾフ記念カザフ・アカデミー劇場の監督として働き、後にカザフ・ソビエト社会主義共和国閣僚会議文化課主任、国家映画委員会議長、国家文化委員会議長を務めた。
1991年、外交業務に移り、駐ソ連・カザフ共和国全権代表に就任した。1992年、駐トルコ非常全権大使に任命される。1994年、外務相。1994年から1996年まで駐トルコ大使。1996年から1999年まで駐英大使（駐ノルウェー、スウェーデン、アイルランド大使を兼任）。1999年から2000年まで首相官房長。
2000年から2007年5月15日まで駐米・加非常全権大使。2007年5月15日から2009年9月4日まで、国家書記。
2009年9月4日、外務相。同年9月8日から2010年OSCE代表部問題国家委員会議長。

## 人物
- 妻帯、3児、4人の孫を有する。
- 哲学科学準博士、政治学博士。
- 「オタン」勲章、「クルメト」勲章を受章。